# اروینویل (لوئیزیانا)
اروینویل (به انگلیسی: Erwinville) یک منطقهٔ مسکونی در ایالات متحده آمریکا است که در لوئیزیانا واقع شده‌است. اروینویل ۲٬۱۹۲ نفر جمعیت دارد و ۷٫۰۱ متر بالاتر از سطح دریا واقع شده‌است.